# Casa de arena y niebla
Casa de arena y niebla es una tragedia americana del año 2003 basada en la novela homónima escrita por Andre Dubus III. La película protagonizada por Ben Kingsley y Jennifer Connelly, fue dirigida por Vadim Perelman, en el que supuso su debut como director.

## Argumento
Una mujer desempleada (Jennifer Connelly), vive sola en una casa heredada de sus padres en las colinas de San Francisco, en ella creció y vivió hasta quedar sola, después de su divorcio. Su casa paterna es todo lo que tiene. 
Pero el municipio le había estado enviando cartas por demora en pago de unos impuestos territoriales desde hace mucho tiempo por una suma de 500 dólares que ella ignoró deliberadamente, lo que significó que su propiedad saliera a subasta. 
El desalojo casi violento por parte del municipio es amortiguado por un alguacil de policía Lester Bardon (Ron Eldard) quien se enamora de ella por su belleza y aspecto frágil, sensual e indefenso. La propiedad es adjudicada a un matrimonio de inmigrantes iraníes, el coronel Massoud Amir Behrani   (Ben Kingsley), su mujer Soraya y su hijo Esmail, por el precio casi irrisorio de la cuarta parte de su valor, como pago de la deuda al municipio.
Su antigua propietaria se niega a dejar su propiedad y provoca conflictos con los nuevos propietarios, discusiones, reyertas y, a ello, contribuye el aguacil, que hace causa común con ella.
Las cosas pasan a mayores cuando el alguacil se enamora de la ex-propietaria y deshace su propio matrimonio para irse a vivir con ella a un barracón. 
El municipio reconoce su error en el procedimiento, pero el actual dueño quiere venderla por su verdadero valor comercial a otros interesados en comprarla. 
El municipio no está de acuerdo y se produce un grave conflicto de intereses que provoca más angustias en la joven ex-propietaria. Mientras tanto, el matrimonio iraní hace planes con la casa para venderla y para el futuro, ignorando los fuertes conflictos emocionales que se generan con su ex-propietaria. El alguacil Barton intenta amedrentar al coronel Massoud Amir Behrani para que se retracte de la venta de la casa y la devuelva a su dueña pero éste, tercamente, no se deja amilanar y lo denuncia ante sus superiores, no sin provocar, además, reyertas familiares.
Un día, el alguacil se ausenta para ir a conversar con su ex-esposa y esto trae la desesperación de Kathy (Jennifer Connelly) e intenta suicidarse en la entrada de la casa perdida. Es auxiliada por el coronel y su familia.
El policía vuelve a donde viven y al notar la ausencia de Kathy, la busca y encuentra su auto en la entrada de su ex-propiedad, el arma usada para intentar suicidarse es la del policía y éste entra a la fuerza en la propiedad y, de forma desesperada, secuestra al matrimonio en su propia casa, pensando que le están haciendo daño a su amada. El coronel ofrece al alguacil un acuerdo que permitiría devolver la casa a Kathy, que acepta, pero siempre manteniendo secuestrado al coronel.
El alguacil, el coronel y su hijo van al banco para hacer la transacción del rescate y cuando, por un momento, el alguacil se descuida, el hijo del coronel le arrebata su arma y le conmina a que libere a su padre. Aparecen dos policías que, entre la confusión, le disparan, hiriéndolo de muerte. El coronel no soporta la pérdida de su hijo, por lo que mata a su esposa, que se entera de lo sucedido, con una sobredosis en su té, para, luego, asfixiarse. Kathy los halla tendidos en una cama, pero nada puede hacer por ellos, por lo que, al final, decide renunciar a su propiedad.

## Reparto
- Jennifer Connelly como Kathy Nicolo.
- Ben Kingsley como Coronel Massoud Amir Behrani.
- Shohreh Aghdashloo como Nadereh "Nadi" Behrani.
- Ron Eldard como Lester Burdon.
- Frances Fisher como Connie Walsh.
- Jonathan Ahdout como Esmail Behrani.
- Kim Dickens como Carol Burdon.
- Carlos Gómez como Teniente Álvarez.
- Navi Rawat como Soraya Behrani.
- Andranik Madadian como Cantante de la boda.
- Spencer Garrett como Subastador.
- Ray Abruzzo como Frank Nicolo (voz).

- Datos: Q508841